# Ardizja kędzierzawa
Ardizja kędzierzawa (Ardisia crispa (Thunb.) A.DC.) – gatunek roślin z rodziny pierwiosnkowatych (Primulaceae). Występuje naturalnie w Japonii (wliczając archipelag Riukiu, na Półwyspie Koreańskim, w Chinach (w prowincjach Anhui, Fujian, Guangdong, Hubei, Hunan, Jiangsu, Jiangxi, Junnan, Kuangsi, Kuejczou, Syczuan oraz Zhejiang), na Tajwanie, w Wietnamie, Laosie, Indonezji oraz zachodniej części Himalajów. Ponadto został introdukowany w Australii (w stanie Queensland) oraz na Małych Antylach. 

## Morfologia

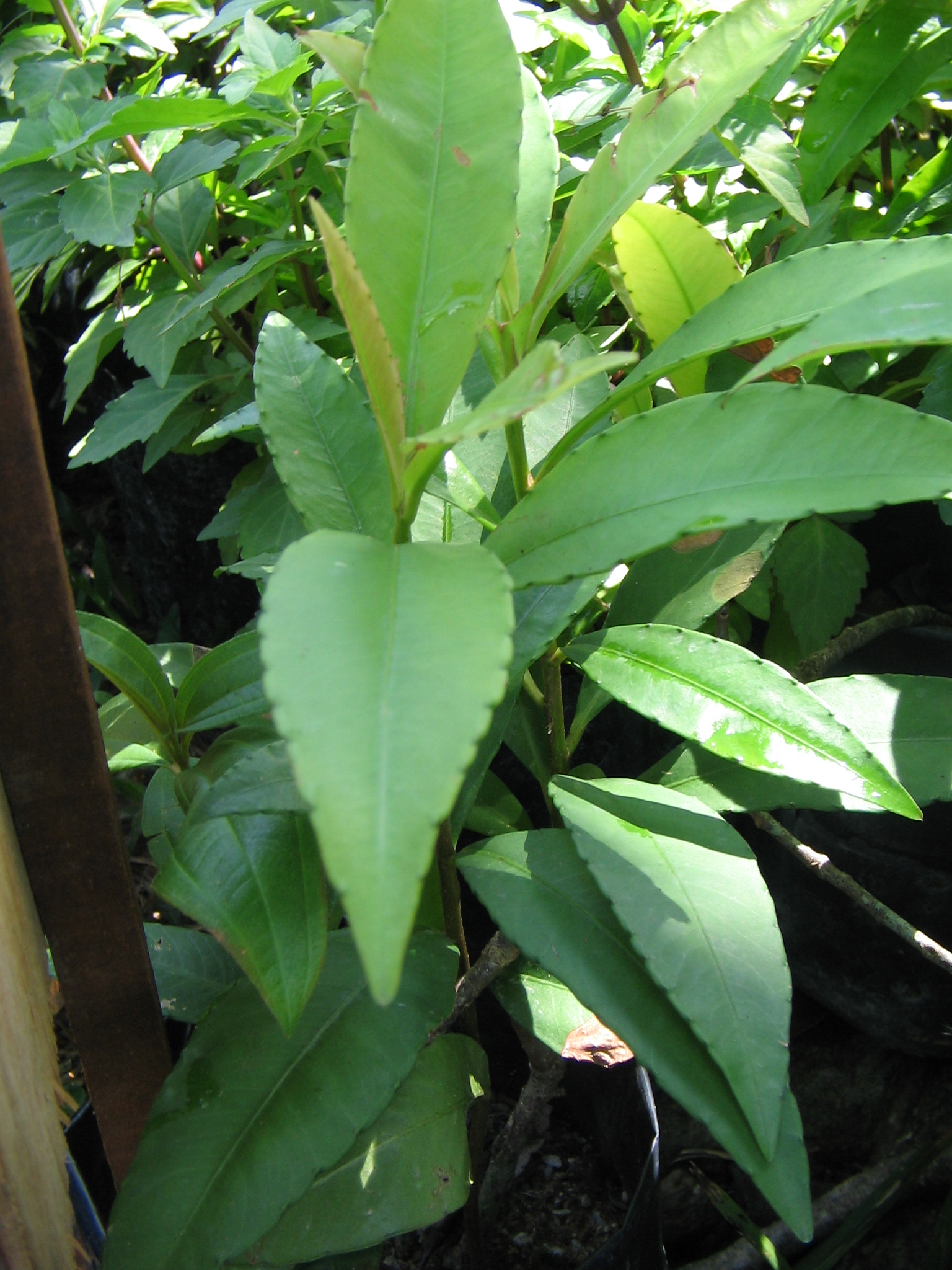
Liście

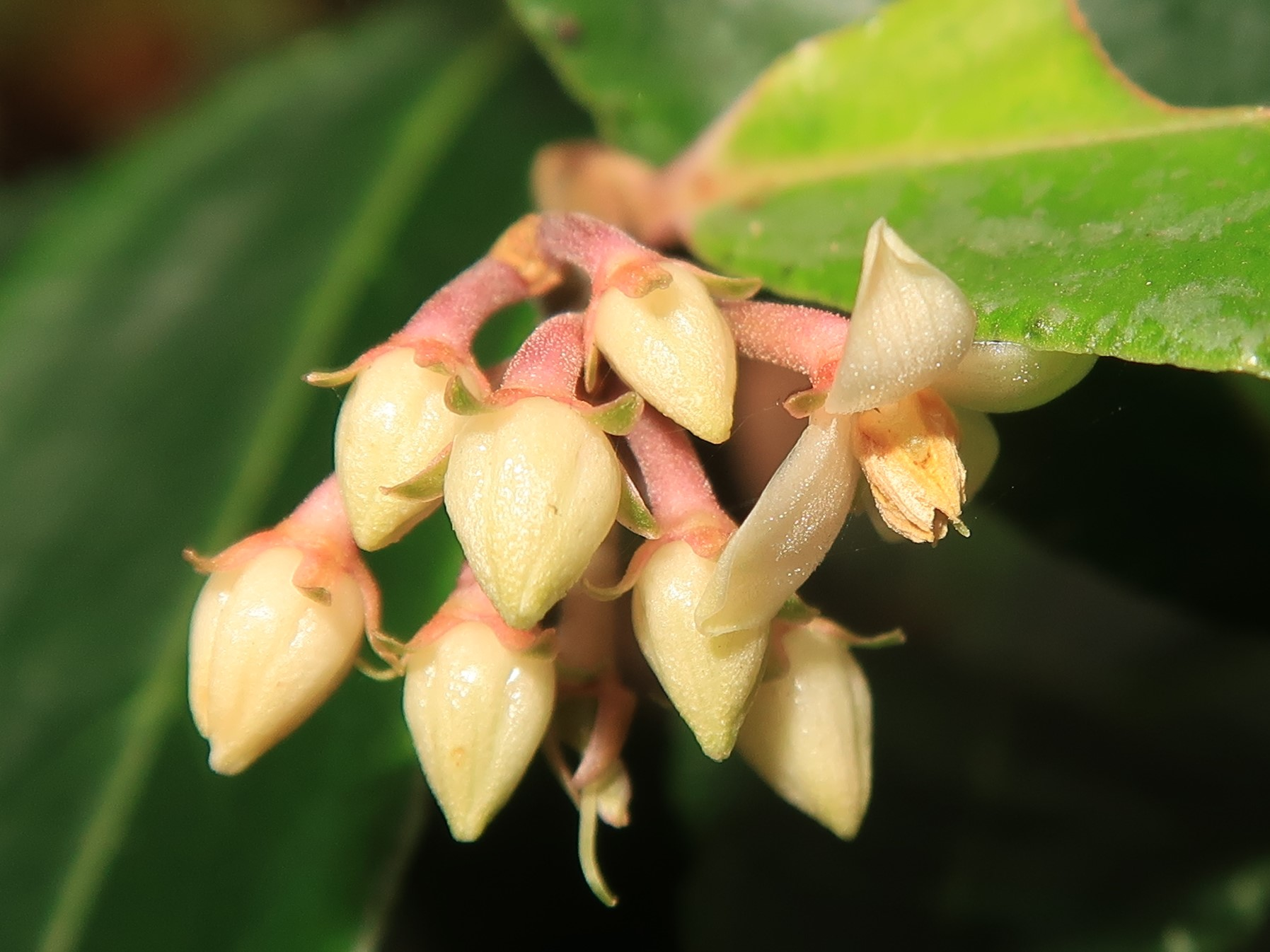
Kwiatostany

PokrójZimozielony krzew dorastający do 0,5–1,5 m wysokości, tworzący kłącza.
LiścieBlaszka liściowa ma eliptycznie lancetowaty kształt. Mierzy 7–25 cm długości oraz 1–5,8 cm szerokości, jest karbowana na brzegu, ma klinową nasadę i ostry lub spiczasty wierzchołek. Ogonek liściowy jest nagi i ma 5–8 mm długości.
KwiatyZebrane w wierzchotkach przypominających baldachy, wyrastających na szczytach pędów. Mają działki kielicha o podługowato owalnym kształcie i dorastające do 1–2 mm długości. Płatki są owalne i mają białą lub różową barwę oraz 4–5 mm długości.
OwocPestkowce mierzące 5-6 mm średnicy, o kulistym kształcie i czerwonej barwie.

## Biologia i ekologia
Rośnie na terenach bagnistych oraz w lasach. Występuje na wysokości do 2500 m n.p.m.